# Dikvävetetroxid
Dikvävetetroxid (ibland oegentligt kallat "kvävetetroxid") är kvävedioxidens dimer och har molekylformeln N2O4.

## Egenskaper
Dikvävetetroxid är en dimer av kvävedioxid och de båda ämnena bildar kemisk jämvikt. Dikvävetetroxid är ett kraftfullt oxidationsmedel och reagerar hypergoliskt tillsammans med hydrazin. Till skillnad från kvävedioxid är dikvävetetroxid diamagnetiskt.

## Framställning
Dikvävetetroxid framställs genom katalytisk oxidation av ammoniak utspädd med ånga.
{\displaystyle {\rm {4\ NH_{3}+7\ O_{2}\rightarrow 2\ N_{2}O_{4}+6\ H_{2}O}}}
När ångan kondenseras löser sig den kvävedioxid som bildats i vattnet och bildar salpetersyra. Den gas som finns kvar kyls sedan ner till < 0 °C.

## Användning
Dikvävetetroxid används som oxidationsmedel i raketmotorer och liknar T-stoff som användes i det tyska jaktflygplanet Messerschmitt Me 163 Komet. Under 1950-talet användes dikvävetetroxid i ett flertal olika interkontinentala kärnvapenrobotar i både USA och Sovjetunionen, bland andra Titan II och R-36M Vojevoda.